# Regeringen Emil Stang I

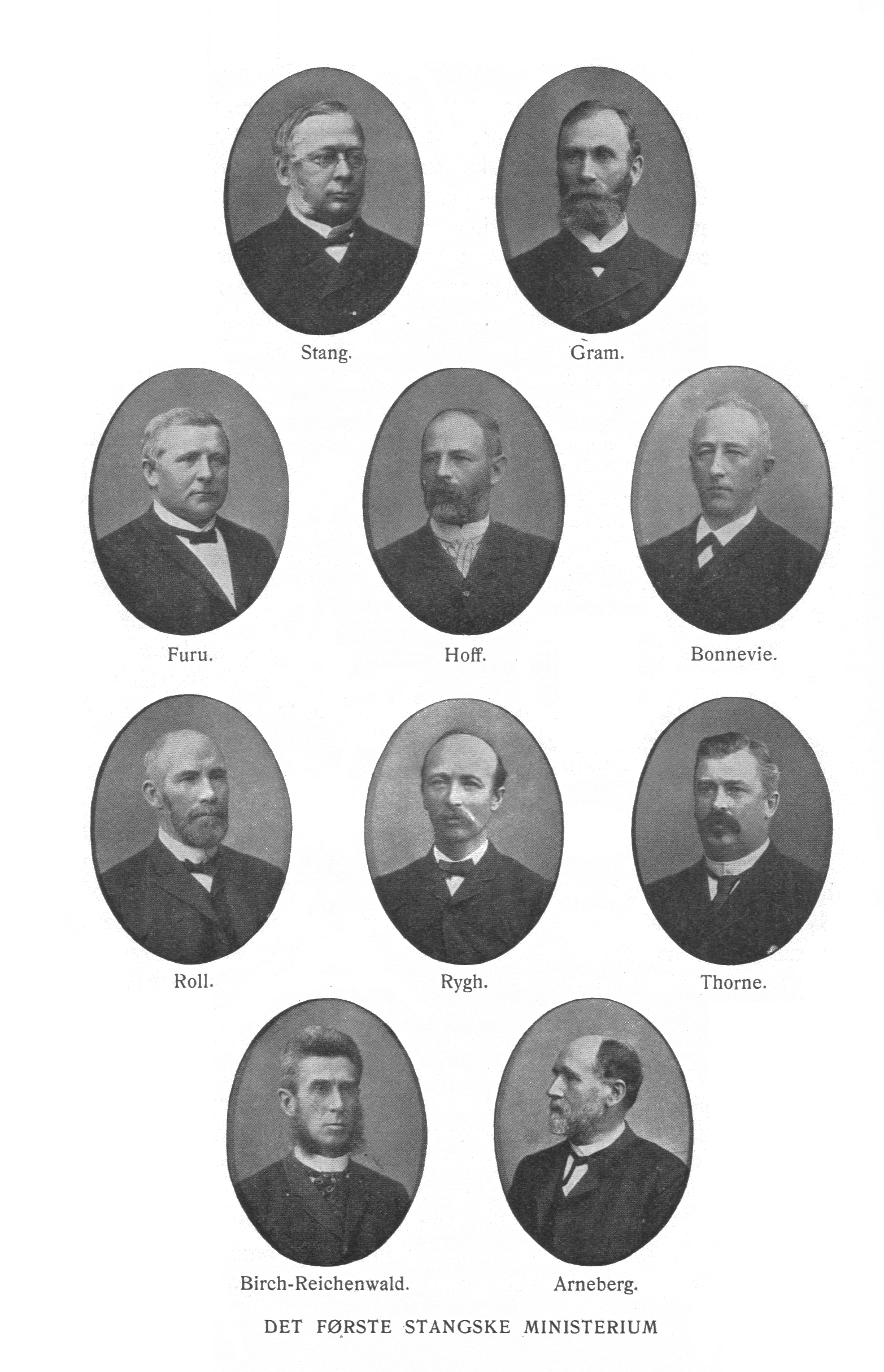
Regeringen Stang I.

Regering Stang I var en norsk regering. Det var ren Høyre-regering som tillträdde 13 juli 1889. Statsminister var Emil Stang och Norges statsminister i Stockholm var Gregers Gram. Regeringen avgick 6 mars 1891.